# Societatea umoriștilor români
Societatea umoriștilor români a fost prima organizație a caricaturiștilor din România care a deschis primele Saloane ale umoriștilor români în anii - 1921, 1922, 1923 și 1925. Fondatorii societății au fost Ion Bărbulescu (B'Arg), Victor Ion Popa, Nicolae Tonitza, S. Maur, Iosif Steurer, Iosif Ross, Gruia, Dan Berceanu, Brutus Haneș, Ginsberg și Gic Săvulescu.

## Premise istorice
După terminarea primului război mondial și-au făcut apariția câteva grupări de artiști care au promovat doar anumite genuri ale artelor. Acestea s-au manifestat pe lângă celelalte asociații sau societăți care luaseră ființă până atunci fie datorită unor convingeri de natură estetică și artistică, așa cum au fost cele înființate în pragul de început al secolului al XX-lea, fie din niște nevoi de prezentare a operelor în expoziții colectivă, fapt născut din dorința de comparație calitativă și compozițională ale realizărilor plastice. Dintre noile grupări nou apărute, istoricii de artă au identificat Societatea umoriștilor români care a luat ființă în anul 1921 și care, a fost prima asociație din România care a scos pe simeze pentru întâia oară desenele umoristice.

## Fondatorii
Societatea a fost fondată de Ion Bărbulescu (B'Arg), Victor Ion Popa, Nicolae Tonitza, S. Maur, Iosif Steurer, Iosif Ross, Gruia, Dan Berceanu, Brutus Haneș, Ginsberg și Gic Săvulescu. Această perioadă de început al celui de al doilea deceniu al secolului ala XX-lea, a găsit satira și desenul umoristic într-o fază care depășise deja dilentantismul, perioada de creștere semnificativă fiind primul deceniu al veacului al douăzecilea. Astfel, incisivitatea și spiritul critic și-a găsit locul în operele unor mari creatori ai genului, așa cum au fost Camil Ressu, Iosif Iser, Francisc Șirato, Nicolae Tonitza și Ion Theodorescu-Sion. Caricatura, desenul și satira erau până atunci considerate niște genuri minore și ca atare nu au fost niciodată acceptate, deci și prezente în vreo manifestare expozițională organizată vreodată.
Cu toate acestea, prin simplul fapt că aceste genuri și-au găsit în presa vremurilor locul cel mai elocvent de manifestare, caricaturile și satira făcând deliciul cititorilor de ziare și reviste, practicarea lor a fost pentru unii artiști un fel de exclusivitate. Desigur că, dorința celor care au făcut pionierat în această direcție, tindea să aducă desenul la rangul de exponat de muzeu dar și să-l scoată din efemeritatea cotidianelor tipărite de presă.

## Manifestări expoziționale

### Salonul umoriștilor români din anul 1921
În anul 1921, Societatea umoriștilor români a organizat pe strada Franklin, în Sala Arta, în anul 1921, prima manifestare de acest gen din România. Organizatorii au prezentat pe două panouri mai multe desene, slabe ca valoare artistică, dar interesante ca valoare documentară a unei astfel de tradiții artistice. Au expus lucrările publicate în ziarul Epoca din perioada 1898 - 1899 - Constantin Jiquidi și Alexandru Ghica Râpeanu -  și câteva desene foarte valoroase realizate de Nicolae Petrescu-Găină, Camil Ressu și Iosif Iser. Așa cum au pomenit unele ziare de epocă, manifestarea a neglijat aportul la satira românească a lui Ion Theodorescu-Sion, Ary Murnu și Francisc Șirato. Au mai fost prezente pe simeze realizări ale genului de Gruia, Ion Valentin Anestin, Dan Berceanu, Nicolae Tonitza, Maur cu proiecte de afișe umoristice, B'Arg, Don, Iosif Ross, Iosif Steurer, Gic și Victor I. Popa cu mai multe portrete și două caricaturi-sculputuri - Ferdinand și Averescu.
S-a constatat la acest eveniment, o inegalitate artistică importantă a exponatelor prezentate. Unele erau mai mult decât mediocre, fapt ce a dus la o catalogare foarte slabă a expoziției. Evenimentul a fost larg prezentat de presa epocii, deoarece fiecare redacție de presă dorea să-și promoveze proprii graficieni și colaboratori.

### Salonul umoriștilor români din anul 1922
În luna mai a anului 1922, a avut loc al doilea Salon al umoriștilor români ce s-a organizat la Sala Mozart. Ea a reunit aceeași participanți, cu mici diferențe, și a suferit de aceleași slăbiciuni. Au existat, ca și la evenimentul precedent, o mulțime de lucrări foarte slabe, pe lângă faptul că societatea a acceptat participarea la expoziție a unor diletanți în domeniu.

### Salonul umoriștilor români din anul 1923
Următorul salon, cel din anul 1923, a avut optsprezece participanți înscriși. Societatea a lăsat la latitudinea fiecărui artist să-și panoteze panoul de expunere pe care l-a obținut prin tragere la sorți. Întregul eveniment a fost mai slab decât precedentele la capitolul de nivel artistic. Cu toate indulgențele redacțiilor de presă, cronicile au menționat doar pe membrii fondatori și doar câțiva invitați, așa cum au fost Petre Iorgulescu-Yor și Mac Constantinescu.

### Salonul umoriștilor români din anul 1925
Ultimul salon organizat de societate a fost în anul 1925 la Sala Mozart. Acesta a fost și mai modest decât precedentele.

## Desființarea societății
Din cauza insuccesului de natură financiară, precum și al dezinteresului pe care l-au manifestat amatorii de caricatură și satiră din acele timpuri, lipsa de calitate a lucrărilor și de atitudinile pe care membrii fondatori le-au avut în ce privește viitorul organizației, aceasta s-a destrămat în anul 1925.